# Эйсмонт, Наталья Николаевна
Ната́лья Никола́евна Э́йсмонт (бел. Наталля Мікалаеўна Эйсмант; до замужества — Селю́н, на телевидении — Кирса́нова; род. 16 февраля 1984, Минск) — белорусская журналистка, с 2014 года — пресс-секретарь президента Республики Беларусь Александра Лукашенко. Эйсмонт называют «одной из наиболее влиятельных женщин в руководстве страны». Многие оппоненты и бывшие сторонники Лукашенко считают её ответственной за «оторванность президента от реальности».
Находится под персональными санкциями ЕС, США, и других стран.

## Биография
Девичья фамилия — Селюн; на телевидении работала под фамилией Кирсанова. Окончила Минский государственный музыкальный колледж имени М. И. Глинки, затем — Белорусскую государственную академию искусств (специальность — «актёр драматического театра и кино»). Некоторое время работала в Белорусском музыкальном театре (театре музкомедии). В 2006 году начала работать в Белтелерадиокомпании телеведущей. Вела, в частности, телепередачи «Навіны рэгіёна» и «Деловая жизнь» на центральных телеканалах. Там же познакомилась с будущим мужем Иваном Эйсмонтом (псевдоним Михайлов) — милиционером, приглашённым на телевидение.
В 2014 году Александр Лукашенко назначил её пресс-секретарём. Обстоятельства знакомства с президентом и занятия этой должности неясны. Допускается, что с Лукашенко её познакомила подруга Дарья Шманай — победительница конкурса красоты «Королева весна», которая нередко сопровождала Лукашенко с 2014 года. Модельер Александр Варламов предположил, что Лукашенко и Наталью Эйсмонт свела её золовка, журналистка Анна Эйсмонт (сестра Ивана). В 2018 году Иван Эйсмонт был назначен председателем Белтелерадиокомпании.
В 2019 году заявила в интервью, что «диктатура — это уже наш бренд», отстаивая положительное восприятие диктатуры. По её словам, диктатура олицетворяет «порядок, дисциплину и абсолютно нормальную спокойную жизнь». В 2020 году, комментируя отсутствие мер по ограничению распространения коронавируса, заявила, что позиция Лукашенко по данному вопросу является тщательно продуманной и что введение карантина было бы слишком жёсткой мерой: «Если бы Батька сказал ввести комендантский час и закрыть квартиры, вы же знаете, мышь бы не проползла». Предполагается, что она ведёт или непосредственно причастна к ведению телеграм-канала пресс-службы Лукашенко.
Во время массовых протестов 2020 года вместе с Натальей Кочановой представляла государство на встрече с бастующими сотрудниками возглавляемой мужем Белтелерадиокомпании. 23 сентября Наталья Эйсмонт дезинформировала журналистов о времени начала инаугурации Лукашенко, заявив, что «ближе ко времени инаугурации мы вам обязательно сообщим [о её проведении]», хотя мероприятие началось через 2 часа без обещанного уведомления.
27 ноября 2020 года СМИ сообщили, что в сентябре Эйсмонт привилась от коронавируса COVID-19 вакциной Спутник V российского производства и испытала её действие в «красной зоне» в 6-й городской клинической больнице в Минске. 22 ноября она заболела COVID-19.
В ноябре 2021 года Эйсмонт озвучила версию содержания телефонного разговора Александра Лукашенко с канцлером Германии Ангелой Меркель, которую вскоре опровергли немецкие власти.

## Санкции ЕС, США, других стран
6 ноября 2020 года Эйсмонт была включена в «Чёрный список ЕС». Совет Европейского Союза признал Эйсмонт ответственной за координацию медиа-деятельности Лукашенко, включая подготовку заявлений и организацию публичных выступлений, поддержку режима Лукашенко, в том числе в рамках кампании репрессий и запугивания, проводимой государственным аппаратом после президентских выборов 2020 года. Согласно решению ЕС, в частности, своими публичными заявлениями в защиту президента и критикой активистов оппозиции, а также мирных демонстрантов, сделанных после президентских выборов, она поспособствовала серьёзному подрыву демократии и верховенства закона в Белоруссии.
24 ноября 2020 года к санкциям ЕС присоединились Албания, Исландия, Лихтенштейн, Норвегия, Северная Македония, Черногория. Кроме того, Эйсмонт в свои санкционные списки включили Великобритания, Канада, Швейцария.
21 июня 2021 года Эйсмонт также была внесена в список специально обозначенных граждан и заблокированных лиц США.
После вторжения России на Украину в Международный женский день Япония ввела против неё персональные санкции. В октябре к санкциям против Натальи Эйсмонт присоединилась Украина, в ноябре — Новая Зеландия.

## Причастность к убийству Романа Бондаренко
По данным BYPOL, благодаря полученным аудиозаписям и биллингу номеров мобильных телефонов им удалось достоверно установить круг лиц, причастных к убийству минчанина Романа Бондаренко, который умер в больнице после того, как был избит, Эйсмонт входит в их число.

## Личная жизнь
С сентября 2010 года — в браке с телеведущим Иваном Михайловичем Эйсмонтом, председателем Белтелерадиокомпании.

## Награды
- Медаль «За трудовые заслуги» (31 марта 2022 года)[37].